# Bataille du Mont Qi (214)
Guerres de la fin de la dynastie Han
La bataille du mont Qi se déroule en 214, durant la fin de la dynastie Han, et oppose les seigneurs de guerre Cao Cao et Zhang Lu. Cette bataille est une des multiples attaques que Ma Chao lance contre Cao Cao, après sa défaite lors de la bataille du col de Tong en 211.
Elle ne doit pas être confondue avec une autre bataille qui se déroule au même endroit en 231 et où les troupes de Zhuge Liang affrontent celles de Sima Yi.

## Situation avant la bataille
Après sa défaite à Weinan contre les troupes supérieures en nombre de Cao Cao, Ma Chao repart au combat, bien que la taille de son armée se soit réduite après la dissolution de la coalition du Guandong. En 213, il assiège Jicheng, avec l'aide de Yang Ang (楊昂), pendant que Cao est occupé à combattre Sun Quan à Ruxukou. Si le siège est une réussite pour Chao, il ne profite pas de sa victoire, car il doit rapidement faire face à une révolte. Celle-ci se conclut par sa défaite lors de la bataille de Lucheng.
Lors de cette bataille, Ma Chao est vaincu par Yang Fu et doit s'enfuir. Les hasards de sa fuite font que Chao retrouve Fu, qu'il attaque avec violence pour essayer de se venger. Yang Fu est grièvement blessé à plusieurs reprises, mais il survit et Ma Chao est de nouveau obligé de fuir.
De leur côté, Pang De et Ma Dai, deux des généraux de Chao, s'enfuient de la province de Liang pour aller trouver refuge auprès du seigneur de guerre Zhang Lu. À la fin, Ma Chao n'a pas d'autre choix que de les rejoindre.

## La bataille
Très vite, Ma Chao veut repartir au combat afin d'essayer de se venger. Il persuade Zhang Lu de lui confier des soldats pour partir en guerre contre Cao Cao au printemps 214. Lu accepte et Chao part essayer de reprendre le contrôle de la province de Liang. Sur ordre de son nouveau protecteur, il commence par assiéger le mont Qi.
Mais, dès que Ma Chao se met en route, il est repéré par Jiang Xu, qui en informe immédiatement Xiahou Yuan. Ce dernier est un officier de Cao Cao en poste à Chang'an, une des anciennes capitales des Han, qui a déjà affronté Chao à plusieurs reprises. Dans un premier temps, les conseillers de Yuan lui recommandent de se contenter d'envoyer un rapport à Cao Cao et d'attendre ses ordres. Bien conscient du danger que représente Ma Chao, Xiahou Yuan leur répond que Cao Cao est alors à Ye, qui est bien trop loin pour se permettre d'envoyer des rapports, si l'on veut que Jiang Xu et ses hommes aient une chance de survie.
Yuan prend donc la tête de ses soldats et commence à avancer vers le mont Qi, tout en envoyant le général Zhang He en avant-garde avec un détachement de 5 000 hommes. Ma Chao est rapidement vaincu et s’enfuit.
Xiahou Yuan prévoit ensuite d’attaquer par surprise Han Sui; un allié de longue date de Ma Chao qui se trouve alors à Xianqin. Yuan espère réussir à le capturer, mais Sui lui échappe et Xiahou Yuan se lance à sa poursuite jusqu'à Lueyang. À ce stade, Xiahou Yuan n'est qu'à 15 000 mètres de Han Sui et beaucoup de ses hommes l'encouragent à continuer la poursuite. Cependant, d'autres lui suggèrent plutôt d’attaquer les tribus du peuple Di vivant à Xingguo. Xiahou Yuan savait que les hommes de Han Sui étaient bien entraînés et que les murs de Xingguo étaient solides, ce qui élimine tout espoir d'une victoire rapide. Il suggère donc d'attaquer les Qiangs à Changli, car beaucoup de soldats appartenant à ce peuple ont rejoint les rangs de Han Sui. Yuan pense qu'en attaquant les Qiangs, ces soldats quitteront Han Sui pour aller aider leurs proches, ce qui affaiblira les forces de Sui. En revanche, si Han Sui décide de venir à l'aide de Changli il sera obligé de quitter la sécurité des murailles de Xingguo, ce qui le rendrait vulnérable.
Xiahou Yuan quitte donc le gros des troupes et part avec des troupes légères jusqu'au camp Qiang de Shaodang. Lorsque l'armée de Han Sui arrive, sa taille impressionne les officiers de Yuan, qui suggèrent à ce dernier de construire un fossé et des palissades pour contenir les assaillants. Xiahou Yuan repousse cette suggestion, en leur expliquant que ces troupes doivent être fatiguées après une si longue marche et au lieu de se barricader, il ordonne aux tambours de donner le signal de l'attaque, puis balaye totalement les soldats de Han Sui.
Après cela, il assiège Xingguo et force Qianwan, le roi du peuple Di, à s'enfuir pour rejoindre Ma Chao. Les troupes qui restent se rendent à Xiahou Yuan. Immédiatement après, Yuan attaque également avec succès Gaoping et les Xiongnu de Chuge.

## Conséquences
Cette nouvelle victoire renforce le contrôle de Cao Cao sur la province de Liang et met fin aux tentatives de reconquête de Ma Chao.
En effet, après sa défaite, il perd tout crédit auprès de Zhang Lu, qui annule le mariage prévu entre le vaincu et une de ses filles. Désabusé et n'attendant plus rien de son allié, Ma Chao finit par accepter de tuer son camarade, Yang Bai (楊柏) et de rejoindre les rangs de l'armée de Liu Bei, qui est en train d'assiéger la ville de Chengdu pour achever sa conquête de la province de Yi .